# Francesco Camaldo
Francesco Camaldo, né le 24 octobre 1952 à Lagonegro (Basilicate, Italie), est un prélat catholique italien, doyen des cérémoniaires pontificaux de 1984 à 2013.

## Biographie

### Formation
Après ses études secondaires, il fréquente le séminaire pontifical romain. Il obtient également un baccalauréat en philosophie et en théologie à l'Université pontificale du Latran ainsi qu'un baccalauréat en théologie spirituelle à l'Université pontificale grégorienne et un doctorat en liturgie à l'Institut pontifical liturgique de San Anselmo.
Il est ordonné prêtre le 26 juin 1976 par le cardinal Ugo Poletti.

### Ministères
Le père Francesco Camaldo est d'abord nommé vicaire de la paroisse Sainte-Marie-de-la-Consolation de Casalbertone, à Rome, charge qu'il exerce de 1976 à 1990. Parallèlement, il exerce la charge d'official du vicariat de Rome de 1984 à 1993. Le 27 juin 1984, il est également nommé prélat d'honneur de Sa Sainteté et doyen des cérémoniaires pontificaux, c'est-à-dire assistant du Maître des cérémonies.
Le 17 janvier 1988, il est nommé aumônier de la chapelle Saint-André Corsini de la basilique Saint-Jean-de-Latran. Le 1er janvier 1993, il est nommé directeur adjoint de la Congrégation pour le culte divin et la discipline des sacrements. Puis, en 1984, il devient le secrétaire particulier du cardinal Ugo Poletti, jusqu'à la mort de ce dernier en 1997.
Le 22 février 2005, il est nommé directeur adjoint du Club de l'aumônerie de Saint-Pierre puis, le 10 octobre suivant, il est nommé recteur de la chapelle Sainte-Marie-de-la-Miséricorde du Colisée.
À son arrivée sur le trône pontifical, le pape François souhaite se débarrasser de Camaldo, mais celui-ci est puissant et c'est un véritable « bras de fer » qui se met en place entre les deux hommes. À la fin de l'année 2013, Camaldo est finalement relégué au poste de chanoine de la basilique Saint-Pierre. Selon Gianluigi Nuzzi, le pape éloigne, de cette manière, un prélat embarrassant pour de nombreuses raisons. Sans être mis en cause de manière directe, le nom de Camaldo était apparu en 2010, lors de l'enquête sur le lobby affairiste de Diego Anemone et Angelo Balducci. À la demande du cardinal Poletti, Camaldo aurait, en outre, permit l'inhumation du criminel Renatino De Pedis dans la basilique Sant'Apollinare de Rome, en 1990. Enfin, Camaldo est un homosexuel actif : habitué des soirées gaies, il était notamment surnommé « Jessica » dans ces milieux, or, pour Nuzzi, « [...] il est impensable, pour le souverain pontife, d'avoir à ses côtés un prélat affublé d'un sobriquet féminin ».